# 군내면 (진도군)
군내면(郡內面)은 대한민국 전라남도 진도군에 위치한 면이다.

## 행정 구역
| 법정리 | 한자명 | 행정리                                         | 비고                                    |
| ------ | ------ | ---------------------------------------------- | --------------------------------------- |
| 나리   | 羅里   | 나리, 신기리                                   |                                         |
| 녹진리 | 鹿津里 | 죽전리, 대야리, 녹진리, 만금리, 대사리         |                                         |
| 덕병리 | 德柄里 | 용인리, 덕병리, 한의리                         |                                         |
| 둔전리 | 屯田里 | 신동리, 금성리, 안농리, 연산리, 금골리, 둔전리 | 우체국, 파출소, 보건지소, 중학교 소재지 |
| 분토리 | 粉土里 | 한사리, 분토리, 내동산리, 외동산리             | 면사무소 소재지                         |
| 세등리 | 細登里 | 장언리, 세등리                                 |                                         |
| 송산리 | 松山里 | 송산리, 상가리                                 |                                         |
| 용장리 | 龍藏里 | 용장리                                         |                                         |
| 월가리 | 月加里 | 월가리, 정거리                                 |                                         |
| 정자리 | 亭子里 | 정자리                                         |                                         |

## 교육
- 금성초등학교
- 군내북초등학교
- 진도군내중학교

면사무소 소재지인 분토리의 군내초등학교는 폐교되어 이 지역 학생은 진도초등학교로 통학한다.

## 문화재
- 진도 금골산 오층석탑 (보물 제529호)
- 진도 용장성 (사적 제126호)
- 진도 용장사 석불좌상 (전라남도 유형문화재 제17호)
- 진도 망금산 관방성 (전라남도 기념물 제204호)